# Scarlett
A Scarlett Alexandra Ripley amerikai írónő ötödik történelmi regénye; Margaret Mitchell Elfújta a szél című nagyregényének folytatása. 1991. szeptember 25-én jelent meg, az amerikai kiadással egyidejűleg negyven nyelven. A kritikusok szerint Alexandra Ripley nem tudta olyan jól ábrázolni Scarlett jellemét, mint ahogyan Margaret Mitchell tette. Mindenesetre könyve már a megjelenés utáni első hetekben többet jövedelmezett, mint az Elfújta a szél fél évszázad alatt.[forrás?]
Magyarul az Európa Könyvkiadó adta ki, először 1992-ben. A könyvet angol nyelvről Dezsényi Katalin, Katona Ágnes, Sarlós Zsuzsa, Szántó Judit és Zsolt Angéla fordította. A benne szereplő verseket Kiss Zsuzsa fordította.

## Tartalom
|  | Alább a cselekmény részletei következnek! |

Sötétben
Melanie temetésével kezdődik a regény. Scarlett ezután hazamegy Tarára, ahol egykori dajkája, Mammy a halálán van. Scarlett itt újra találkozik elhidegült férjével, Rhett Butlerrel, aki eljött meglátogatni a haldokló asszonyt. Scarlett megpróbálja feleleveníteni a kapcsolatukat, de Rhett nem hajlandó rá.
Scarlett visszatér Atlantába, ahol mindenki kiközösíti. Szembenéz önmagával, leküzdi az alkoholizmust, ami egyre jobban a hatalmába keríti, és elhatározza, hogy nem adja fel: visszahódítja Rhettet.
Magas tét
Scarlett Charlestonba megy, ahová Rhett visszatért az anyjához. Először nagynénjeinél, Eulalie-nál és Pauline-nál lakik, de mikor Rhett anyja, Eleanor megismeri, ragaszkodik hozzá, hogy Scarlett odaköltözzön a Butler-házba. Rhett nem örül, de csak húgával, Rosemaryvel osztja meg, hogy a házassága tönkrement; anyja illúzióit nem akarja letörni. Scarlett részt vesz a charlestoni társasági életben, bár nehezére megy a beilleszkedés a hagyományaihoz a háború után még inkább ragaszkodó régi déli város szigorú szabályai miatt. Részt vesz a város régi hagyományának számító Szent Cecília-bálon, majd másnap vitorlázni megy Rhett-tel. Egy kitörő viharban majdnem meghalnak; miután megmenekülnek, a túlélés miatt érzett örömükben szerelmeskednek egymással. Rhett azonban később tisztázza, hogy továbbra sincs köztük semmi, a házasságuknak vége. A férfi elhagyja Charlestont és nem is szándékozik visszatérni, míg Scarlett ott van. Scarlett dühében szintén távozik a városból; Eleanornak írt búcsúlevelét Rosemary széttépi.
Új élet
Scarlett és két nagynénje Savannah-ba utaznak Scarlett anyai nagyapjához, Pierre Robillardhoz. Két lánya retteg a zsémbes öregtől, a csípős nyelvű Scarlett azonban nem fél tőle, ezzel belopja magát az öreg szívébe.
Scarlett meg van győződve róla, hogy Rhett be fogja látni, hogy még mindig őt szereti, és eljön érte. Eközben azzal tölti idejét, hogy megpróbálja visszaszerezni Tara egyharmadát, melyet fiatalabb húga, Carreen hozományként a zárdába vitt, mikor apáca lett; valamint megkeresi apai rokonságát, az O'Harákat. Köztük megismerkedik Colum O'Hara atyával. Robillard nagyapa szeretné, ha Scarlett megígérné, hogy nála marad haláláig, és akkor ráhagyja a házát, Scarlett azonban nem akar az öreg ugráltatott rabszolgája lenni, és inkább O'Haráékhoz költözik, akik meghívják Írországba, hogy megismerje ottani rokonait, köztük a nagyanyját is, akiről a nevét kapta. Scarlett nem tud róla, hogy rokonai az angolokkal szembeszegülő ír ellenállás harcosait támogatják, és Colum is fegyverekért jött Amerikába.
A torony
Scarlett a hajón rájön, hogy Rhett gyermekét várja. Írországban megismerkedik a rokonaival és a régi ír kultúrával. Itt megtudja, hogy Rhett elvált tőle és feleségül vette Anne Hamptont, akit Scarlett még Charlestonban megismert, és úgy találta, nagyon hasonlít Melanie-hoz. Scarlett úgy dönt, új életet kezd, és nem megy vissza Amerikába. Visszavásárolja ősei birtokát, Ballyharát.
Megszüli gyermekét, Katie-t, akit Cicának becéz, a szülés azonban nehéz, és csak egy helyi javasasszony, Grainne tudja megmenteni mindkettejük életét. Grainne-t a helyiek boszorkánynak tartják; ez, és az, hogy Cica halottak napján jött világra, ráadásul aznap, amikor az öreg Katie Scarlett meghalt, félelemmel tölti el a babonás íreket. Emiatt, és mert egyre jobban összebarátkozik az őket elnyomó angolokkal, Scarlettre kezdenek neheztelni az írek. Egy angol úr, Luke Fenton megkéri Scarlett kezét, nem szerelemből, hanem mert fiúgyermeket szeretne, olyan életerőset, mint Cica. Scarlett beleegyezik, de később megtudja, hogy Rhett felesége, Anne meghalt. Ballyharán összecsapás zajlik az angol urak és az ír felkelők közt, Colum meghal, és Scarlettnek is menekülnie kell. Rhett menti ki őt és Cicát, majd a közeli elhagyatott toronyba, Cica búvóhelyére menekülnek. Rhett itt szerelmet vall Scarlettnek.
|  | Itt a vége a cselekmény részletezésének! |

## Magyarul
- Scarlett. Margaret Mitchell Elfújta a szél című regényének folytatása; ford. Dezsényi Katalin et al., versford. Kiss Zsuzsa; Európa, Bp., 1992

## Tévésorozat
A könyvből négyrészes televíziósorozat készült, amely, különösen a vége felé, jelentősen eltér a könyvtől. Kimarad a teljes ír felkelés, Scarlettet pedig bíróság elé állítják Luke Fenton meggyilkolásával, de kiderül, hogy nem ő tette. Scarlett szerepét Joanne Whalley Kilmer, Rhettet Timothy Dalton, Ashleyt pedig Stephen Collins alakította.